# 자치통감 권57~60
자치통감 권57~60(資治通鑑 卷五十七~六十)은 부산광역시 금정구에 있는 조선시대의 금속활자본 책이다. 2017년 8월 31일 대한민국의 보물 제1281-5호로 지정되었다.

## 개요
『자치통감』1책은 294권 100책 중의 영본 1책(권57-60)이다. 그러나 세종 18년(1436)에 조선 최고의 금속활자인 갑인자로 찍은 이 책은 전체 수량이 전하지 않아 희소하다. 금속활자본으로 조선 초기의 출판 인쇄와 서지학 분야에 가치가 있는 책이며, 현재 동일 판본의 전본이 드물다는 점에서 국가문화재로 지정할만한 가치가 있다고 판단된다.

## 같이 보기
- 자치통감

## 참고 자료
- 자치통감 권57~60 - 국가유산청 국가유산포털